# Winston y Weston Doty
Winston y Weston Doty (18 de febrero de 1914 - 1 de enero de 1934) fueron dos actores infantiles gemelos activos durante varios años durante la época del cine mudo.
Las gemelos Doty murieron en la inundación de Año Nuevo de 1934.

## Biografía
Winston y Weston, originalmente llamados Winston y Wilson, aunque este último fue cambiado más tarde después de que los dos comenzaron a aparecer en películas mudas, nacieron en Malta, Ohio, hijos de Lawrence "Jack" y Olive Doty. Su padre era un actor de teatro y radio que se había separado de su esposa cuando los niños eran bastante pequeños.
Los hermanos vivieron con su madre en Chicago, Los Ángeles y más tarde en Venice, California. Entre 1922 y 1924, Winston y Weston Doty aparecieron en varios cortometrajes, entre ellos "Our Gang" (1922) con Anna Mae Bilson y Jackie Condon, One Terrible Day, y un largometraje, Peter Pan (1924). En 1930, Olive Doty trabajaba en Los Ángeles como gerente de inversiones, mientras que sus hijos trabajaban en una tienda de comestibles local después del horario escolar. Más tarde, los gemelos se inscribieron juntos en la Universidad del Sur de California, donde se convirtieron en miembros populares del equipo de animadores de la USC.
En la noche del 31 de diciembre de 1933, los hermanos asistieron a una fiesta en la casa de un amigo en Montrose, California, con sus citas, Mary Janet Cox de Venice y Gladys Fisher de Santa Mónica. A medianoche telefonearon a su madre para desearle un feliz año nuevo y, poco después mientras conducían de vuelta a casa, perecieron cuando un diluvio de agua causado por fuertes lluvias barrió el vecindario, matando a unas cuarenta personas. De los cuatro que iban en el automóvil de los hermanos, la única que sobrevivió fue la cita de Weston, Gladys Fisher. Winston y Weston fueron enterrados juntos en el cementerio Woodlawn Memorial en Santa Mónica , California. En abril del año siguiente, Jack Doty murió solo en su habitación de hotel en Chicago a los 42 años.